# Język aneityum
Język aneityum (antas Anejom̃, intas anejom), także anejom̃ (a. anejom) – język austronezyjski z grupy języków oceanicznych, używany na wyspie Anatom (Aneityum), należącej do państwa Vanuatu. Według danych z 2001 roku posługuje się nim 900 osób. Jest jedynym autochtonicznym językiem wyspy Anatom.
Jego użytkownicy posługują się także językiem angielskim.
Jest zapisywany alfabetem łacińskim.